# Liste der Geotope im Landkreis Rhön-Grabfeld
Diese Liste enthält die Geotope des unterfränkischen Landkreises Rhön-Grabfeld in Bayern.
Die Liste enthält die amtlichen Bezeichnungen für Namen und Nummern des Bayerischen Landesamts für Umwelt (LfU) sowie deren geographische Lage. Diese Liste ist möglicherweise unvollständig. Im Geotopkataster Bayern sind etwa 3.400 Geotope (Stand März 2020) erfasst. Das LfU sieht einige Geotope nicht für die Veröffentlichung im Internet geeignet. Einige Objekte sind zum Beispiel nicht gefahrlos zugänglich oder dürfen aus anderen Gründen nur eingeschränkt betreten werden.
| Name                                                     | Bild           | Geotop ID | Gemeinde / Lage                      | Geologische Raumeinheit      | Beschreibung | Fläche m² / Ausdehnung m | Geologie                                                                      | Aufschlussart                  | Wert               | Schutzstatus                                             | Bemerkung                       |
| -------------------------------------------------------- | -------------- | --------- | ------------------------------------ | ---------------------------- | --- | ------------------------ | ----------------------------------------------------------------------------- | ------------------------------ | ------------------ | -------------------------------------------------------- | ------------------------------- |
| Ehem. Basaltbruch Altenfeld NW von Urspringen            |                | 673A001   | Ostheim vor der Rhön Position        | Rhön                         | Im ehemaligen ausgedehnten Abbaugebiet sind die Aufschlussverhältnisse durch starkes Verwachsen sehr schlecht. Der Bruch dient jedoch als Beispiel für natürliche Sukzession nicht rekultivierter Steinbrüche. | 120000 400 × 300         | Typ: Gesteinsart Art: Basalt                                                  | Steinbruch                     | bedeutend          | Landschaftsschutzgebiet, FFH-Gebiet, Vogelschutzgebiet   |                                 |
| Ehem. Steinbruch Basaltsee NW von Oberelsbach            | weitere Bilder | 673A003   | Oberelsbach Position                 | Rhön                         | Dieser Aufschluss zeigt typischen, säuligen Basalt der Rhön. Durch den bereits bestehenden Schutzstatus (NSG Rhön) bildeten sich im Bruch Trocken- und Feuchtbiotope. Die Quellaustritte im Aufschluss speisen den Basaltsee. Ehemals waren hier bis zu 12 m hohe Säulen aufgeschlossen, die in den 1930er Jahren abgebaut und zum Dammbau bis nach Holland versandt wurden. Nur noch die obersten Enden der Basaltsäulen sind sichtbar. Erschlossen mit Parkplatz, Kiosk, Grillplatz. | 450 30 × 15              | Typ: Basaltsäulen, Gesteinsart, Schichtquelle Art: Basalt                     | Steinbruch                     | bedeutend          | Naturdenkmal, Naturschutzgebiet, Landschaftsschutzgebiet |                                 |
| Basaltsee (Silbersee) S von Roth                         | weitere Bilder | 673A004   | Hausen Position                      | Rhön                         | Im zentralen Teil des ehemaligen Basalt-Steinbruchs wurde fächer- bzw. meilerförmiger Säulenbasalt abgebaut. Die massigen Olivin-Basalte zeigen an der SW-Wand säulige Ausbildung. An der tiefsten Stelle der Sohle bildete sich ein See aus, der teilweise von einem malerischen Baumbestand umgeben wird (Picknickplatz und Wanderwege erschließen den Ort). Schöne, palisaden-ähnliche Basaltsäulen entlang des Süd und Südwest-Ufers. | 14000 100 × 140          | Typ: Basaltsäulen, Felswand/-hang, Gesteinsart Art: Basalt                    | Steinbruch                     | wertvoll           | Landschaftsschutzgebiet, FFH-Gebiet, Vogelschutzgebiet   |                                 |
| Ehem. Basaltbruch NNE von Sennhütte                      |                | 673A005   | Fladungen Position                   | Rhön                         | Im ehemaligen Basaltabbau ist an den Steilwänden teilweise auch säulig absondernder Basalt aufgeschlossen. | 21600 120 × 180          | Typ: Gesteinsart, Basaltsäulen Art: Basalt                                    | Steinbruch                     | bedeutend          | Landschaftsschutzgebiet, FFH-Gebiet, Vogelschutzgebiet   |                                 |
| Ehem. Basaltbruch E von Sennhütte                        |                | 673A006   | Fladungen Position                   | Rhön                         | Der gesamte Steinbruchkomplex (ca. drei größere Gewinnungsbereiche) erschließt Tuffe, Basanite und säuligen Basalt. Basalt-Flows lagern z. T. auf Pyroklastiten auf. In diesem Bruch ist interessante Geologie gepaart mit wertvollen Feucht- und Trockenbiotopen. Der gesamte Komplex ist zugewachsen und schlecht begehbar, die beiden Seen sind Fischereigewässer. | 120000 300 × 400         | Typ: Basaltsäulen, Schichtfolge, Gesteinsart Art: Basalt, Tuff/Tuffit         | Steinbruch                     | bedeutend          | Vogelschutzgebiet, Naturpark                             |                                 |
| Ehem. Basaltbruch WSW von Roth                           |                | 673A007   | Hausen Position                      | Rhön                         | Der ehemalige Steinbruch liegt unmittelbar am Rand des NSG Lange Rhön. Er erschließt Olivinbasalte in massiger Ausbildung. | 20000 100 × 200          | Typ: Gesteinsart Art: Basalt                                                  | Steinbruch                     | bedeutend          | Landschaftsschutzgebiet, FFH-Gebiet, Vogelschutzgebiet   |                                 |
| Ehem. Basaltbruch N von Bischofsheim (am Holzberg)       |                | 673A008   | Bischofsheim in der Rhön Position    | Rhön                         | Der ausgedehnte Basaltbruchkomplex besitzt zwei Hauptabbausohlen. Über der oberen Sohle stehen Basaltsäulen an, die effusive Lava-Decken zeigen (ähnlich denen im benachbarten Bauersberg-Steinbruch), im unteren Bereich wurde z. T. Sperrmüll, teilweise im Grundwasserbereich, abgelagert. | 120000 300 × 400         | Typ: Gesteinsart, Basaltsäulen Art: Basalt                                    | Steinbruch                     | bedeutend          | Landschaftsschutzgebiet, Naturpark                       |                                 |
| Ehem. Muschelkalksteinbruch NW von Hollstadt             |                | 673A009   | Hollstadt Position                   | Nördliche Fränkische Platten | Der ehemalige Bruch erschließt einen Abschnitt des Unteren Muschelkalks mit der Oolithbank Beta 2 unter der Oberkante. Die Hauptwand, die durch eine einzige große Kluftfläche gebildet wird, zeigt eine Karstschlotte und hervorragend durch die Verwitterung herauspräparierte primäre Sedimentstrukturen (sedimentäre Rutschungen, Schrägschichtung, Bioturbation). Seit der Erstaufnahme schon stark mit Gebäuden zugebaut. | 1000 50 × 20             | Typ: Sedimentstrukturen, Gesteinsart, Karstschlot, Karstspalte Art: Kalkstein | Steinbruch                     | wertvoll           | kein Schutzgebiet                                        |                                 |
| Tongrube ENE von Kleinbardorf                            |                | 673A010   | Bad Königshofen im Grabfeld Position | Haßberge-Region              | Aufgeschlossen ist der oberste Abschnitt der Myophorien-Schichten, bestehend aus abwechselnd blaugrünlichen und rotbraunen Tonschluffsteinen mit darin eingeschalteten harten dolomitischen Mergelbänkchen (Steinmergel). Die aufgeschlossene Bruchtektonik ist eine typische (germanotype oder saxonische) Ausweichstektonik. Der Aufschluss ist die Typlokalität der Grabfeld-Formation. | 1600 80 × 20             | Typ: Typlokalität, Störung, Schichtfolge Art: Tonmergelstein                  | Lehmgrube/Tongrube/Mergelgrube | besonders wertvoll | Landschaftsschutzgebiet, Naturpark                       |                                 |
| Aufschluss am Judenhügel NE von Sulzfeld                 |                | 673A011   | Sulzfeld Position                    | Haßberge-Region              | In einem Hohlweg auf der Anhöhe sind tonig-mergelige Schichten des Mittleren bis Oberen Burgsandsteins (Beckenfazies) in leicht (20°) geneigter Lagerung gut aufgeschlossen. Sie werden durch Steinmergelbänke mit dazwischen gelagerten graugrünlichen und rotbraunen Tonschluffsteinen gekennzeichnet. Typisch sind die graugrünlichen (chemisch-reduzierten?) Tonschluffstein-Einschaltungen jeweils direkt unterhalb der Steinmergelbänke. | 800 80 × 10              | Typ: Schichtfolge, Gesteinsart Art: Tonmergelstein                            | Böschung                       | wertvoll           | Landschaftsschutzgebiet, Naturpark                       |                                 |
| Basaltprismenwand am Gangolfsberg WNW von Urspringen     | weitere Bilder | 673A016   | Oberelsbach Position                 | Rhön                         | Holzstapelartig übereinander liegende Basaltsäulen (ca. 30–40 cm Durchmesser). Spektakulär gut aufgeschlossen und sichtbar. Infotafel am Wandfuß. Mittelgroßes Blockmeer rechts der Prismenwand. Sehr seltener Aufschlusstyp. Ca. 50 m westlich rechts des Pfades kleiner Aufschluss mit Kontakt Basalt/Tuff, Schlacke. Evtl. Rest eines Schlackekegels? | 150 30 × 5               | Typ: Basaltsäulen, Kontakt, Gesteinsart Art: Basalt, Tuff/Tuffit              | Hanganriss/Felswand            | wertvoll           | Naturschutzgebiet, Landschaftsschutzgebiet, FFH-Gebiet   |                                 |
| Brend-Anschnitt NW von Schönau                           |                | 673A017   | Schönau an der Brend Position        | Rhön                         | Der 10 m hohe Aufschluss im Steilufer der Brend zeigt einen Teil der Volpriehausen-Wechselfolge. Er stellt den einzigen größeren Aufschluss in dieser Schichtfolge in der gesamten Region dar. | 0 keine Angabe           | Typ: Schichtfolge, Sedimentstrukturen Art: Sandstein, Tonstein, Schluffstein  | Prallhang/Flussbett/Bachprofil | wertvoll           | Landschaftsschutzgebiet, FFH-Gebiet, Naturpark           |                                 |
| Gipsmergel-Aufschluss an der Altenburg SE von Trappstadt |                | 673A019   | Trappstadt Position                  | Haßberge-Region              | Unterhalb des Plateaus der Altenburg, das aus Schichten des Coburger Sandsteins gebildet wird, ist der Heldburger Gipsmergel aufgeschlossen. Hier wurde früher eine Gipslinse abgebaut. Heute ist nur noch ein kleiner Aufschluss vorhanden, der von standorttypischen und seltenen Pflanzen bewachsen ist. | 120 30 × 4               | Typ: Gesteinsart, Sedimentstrukturen Art: Gips, Mergelstein                   | Tagebau                        | bedeutend          | Naturschutzgebiet, Landschaftsschutzgebiet, FFH-Gebiet   |                                 |
| Aufgel. Rhätsandsteinbruch SE von Johanneshof            |                | 673A020   | Sulzfeld Position                    | Haßberge-Region              | Der aufgelassene Steinbruch an der Feriensiedlung liegt im unteren Teil des Rhät. Besonders ins Auge springt im Steinbruch eine dichte Schar von Klüften und Verwerfungen, die die Sandsteinschichten regelrecht in Dominosteine zerbrechen. Zum Teil sind die Sandsteinbänke auch verkippt und schief gestellt. In den obersten Partien des Sandsteins findet sich die Brackwassermuschel Haßbergia haßbergensis. Infotafel Nr. 15 der Georoute Haßberge. | 250 25 × 10              | Typ: Störung, Tierische Fossilien, Gesteinsart Art: Sandstein                 | Steinbruch                     | wertvoll           | Landschaftsschutzgebiet, Vogelschutzgebiet, Naturpark    |                                 |
| Aufgelassene Tongrube S von Großbardorf                  |                | 673A021   | Großbardorf Position                 | Haßberge-Region              | Aufgeschlossen sind die Schichten der Grabfeld-Formation mit ihren abwechselnden blaugrünen und rotbraunen Ton-Schluffsteinen. Darin eingeschaltet sind harte dolomitische Steinmergelbänkchen. Die markante Bank im obersten Bereich ist die so genannte Beta-Bank. | 1200 120 × 10            | Typ: Schichtfolge, Sedimentstrukturen Art: Ton, Mergelstein                   | Lehmgrube/Tongrube/Mergelgrube | wertvoll           | kein Schutzgebiet                                        |                                 |
| Aufgelassener Schilfsandsteinbruch NNW von Eyershausen   |                | 673A022   | Bad Königshofen im Grabfeld Position | Haßberge-Region              | Die Abbauwände dokumentieren einen mächtigen und homogenen Sandstein, der von schräg verlaufenden Klüften durchzogen ist. Die Trennfuge, die den Sandstein teilt, ist nur gering ausgebildet. Der Steinbruch liegt im Zentrum einer ehemaligen Flußrinne. Am unteren Zugang zum Bruch ist der Übergang zu den Mittleren Estherienschichten aufgeschlossen. Der obere Teil wurde durch das Flusssystem ausgeräumt. | 8100 90 × 90             | Typ: Gesteinsart Art: Sandstein                                               | Steinbruch                     | wertvoll           | Landschaftsschutzgebiet, FFH-Gebiet, Vogelschutzgebiet   |                                 |
| Gipshügel SE von Alsleben                                | weitere Bilder | 673A023   | Trappstadt Position                  | Haßberge-Region              | Im Naturschutzgebiet südöstlich von Alsleben ist auf einer Fläche von etwa 200 200 Meter eine ausgeprägte Subrosionslandschaft erhalten. Zahlreiche Unebenheiten stellen die Hinterlassenschaften der Auslaugung von Gips (Gipskarst) aus dem Gipskeuper dar. Im weiteren Umfeld sind infolge einer intensiven Landwirtschaft keine Zeugnisse der Subrosion mehr erkennbar. Gelegentlich sind auf den Ackerflächen aber noch kleinere Belegstücke von Gips zu finden. | 40000 200 × 200          | Typ: Subrosionslandschaft, Doline, Erdfall, Schichtstufe Art: Gips            | Hanganriss/Felswand            | wertvoll           | Naturschutzgebiet, Landschaftsschutzgebiet, Naturpark    |                                 |
| Ehem. Basaltbruch am Nordhang des Kreuzberges            |                | 673A024   | Bischofsheim in der Rhön Position    | Rhön                         | Der kleine im Abhang gelegene Basaltsteinbruch zeigt äußerst regelmäßige, wie mit dem Lineal gezogene Basaltsäulen. Der Steinbruch wächst rasch zu. | 400 20 × 20              | Typ: Gesteinsart, Basaltsäulen Art: Basalt                                    | Steinbruch                     | bedeutend          | Landschaftsschutzgebiet, FFH-Gebiet, Vogelschutzgebiet   |                                 |
| Ehemaliger Basaltbruch Steinernes Haus 2                 |                | 673A025   | Oberelsbach Position                 | Rhön                         | Ehemaliger Abbau von Basaltsäulen, die in den teilweise verwachsenen bis 8 Meter hohen Aufschlusswänden in horizontaler bis vertikaler Stellung anstehen. Im Spätsommer 2010 wurden Teilgebiete des Aufschlusses entholzt. Ungewöhnlich ist das Vorkommen des Sumpf-Herzblattes (Parnassia palustris), einem Anzeiger für feuchte Standorte, welches eher kalkig-mergelige Standorte bevorzugt. Möglicherweise deutet dies auf Verfüllung mit Fremdmaterial hin. | 17500 175 × 100          | Typ: Gesteinsart, Basaltsäulen Art: Basalt                                    | Steinbruch                     | bedeutend          | Naturschutzgebiet, Landschaftsschutzgebiet, FFH-Gebiet   |                                 |
| Sandgrube S von Wollbach                                 |                | 673A026   | Wollbach Position                    | Rhön                         | Die Sandgrube befindet sich im Besitz der Gemeinde und schließt ein ca. 4 m mächtiges Sandvorkommen auf. Privatpersonen dürfen nach Rücksprache mit der Gemeindeverwaltung Sand für nichtgewerbliche Zwecke entnehmen. Der kreuzgeschichtete Sand enthält unregelmäßige, geringmächtige Zwischenlagen von hellgrauem plastischen Ton. Am nördl. Abbaustoß finden sich Brutröhren von Hautflüglern (vermutl. Solitärbienen). Im östl. Bereich gibt es eine selten austrocknende Ansammlung von Oberflächenwasser. Ca. 500 m nordwestl. Befindet sich eine weitere Sandgrube. Diese wird sporadisch betrieben. Sie ist eingezäunt, ihr Betreten ist verboten. In den dortigen Tonlinsen wurden Relikte von Blättern, Früchten und Samen gefunden, die eine stratigraphische Zuordnung in das Pliozän zulassen. Die organische Substanz wurde durch zirkulierende Wässer aufgelöst, sodass lediglich Abdrücke erhalten blieben. Es wird angenommen, dass es sich um Ablagerungen einer Ur-Saale mit flussbegleitendem Auwald handelt. Somit wird hier eines der ältesten bekannten Flusssysteme Nordbayerns dokumentiert. | 2700 90 × 30             | Typ: Pflanzliche Fossilien, Tagebau Art: Sand, Ton                            | Kiesgrube/Sandgrube            | besonders wertvoll | kein Schutzgebiet                                        |                                 |
| Frickenhäuser See ESE von Frickenhausen                  | weitere Bilder | 673R001   | Mellrichstadt Position               | Nördliche Fränkische Platten | Der fast kreisrunde, zu- und abflusslose Frickenhäuser See, der einzige natürlich entstandene See im nördlichen Unterfranken, liegt auf einer Verwerfung, die eine ca. 20 Grad nach SW einfallende Schichttafel aus Unterem Muschelkalk im NE von Oberen Buntsandstein im SW trennt. Da die Hälfte des Sees im Bereich des ehemals vorhandenen Unteren Muschelkalks liegt, muss dieser aufgelöst worden sein. Ob die fundamentale Ursache eine Auslaugung von Zechsteinsalz ist, muss offen bleiben. | 22500 150 × 150          | Typ: Erdfall, Gesteinsart Art: Kalkstein                                      | Hanganriss/Felswand            | besonders wertvoll | Naturdenkmal, Landschaftsschutzgebiet                    | Bayerns schönste Geotope Nr. 12 |
| Basaltblockmeer Johannisfeuer am Kreuzberg               | weitere Bilder | 673R002   | Bischofsheim in der Rhön Position    | Rhön                         | Unmittelbar östlich des Sendemastes liegt ein weites Blockmeer aus massigem Basalt. Der Kreuzberg ist der meistbesuchte Ausflugsberg der bayerischen Rhön (Kloster). Dadurch ist auch das Blockmeer bekannter als Blockmeere auf benachbarten Bergen. Der Blockstrom am Ostabhang nährt sich von an der Kante Hochfläche/Talhang anstehendem Basalt. | 8000 200 × 40            | Typ: Blockmeer, Gesteinsart Art: Basalt                                       | sonstiger Aufschluss           | wertvoll           | Landschaftsschutzgebiet, FFH-Gebiet, Vogelschutzgebiet   |                                 |
| Teufelskeller am Gangolfsberg NW von Oberelsbach         | weitere Bilder | 673R003   | Oberelsbach Position                 | Rhön                         | Felswand mit Anschnitt zweier Basalt-Decken über einer Diskordanz: im Hangenden eine mehr oder weniger horizontal geschichtete Decke, darunter eine Decke bestehend aus steilstehenden Basaltsäulen, die direkt unter der Diskordanz umgebogen sind. Der Teufelskeller ist eine 5 3 1,5 m große natürliche Höhle unter einem gewaltigen Sturzblock am Fuße der Steilwand, wo zahlreiche kleine Blöcke herumliegen. Die frühere Deutung der Entstehung als Gasblase im Magma kann nicht bestätigt werden. | 4000 100 × 40            | Typ: Vulkanschlot, Basaltsäulen, Felsblock, Kontakt, Gesteinsart Art: Basalt  | Hanganriss/Felswand            | wertvoll           | Naturschutzgebiet, Landschaftsschutzgebiet, FFH-Gebiet   |                                 |
| Basaltblockschutt am Eisgraben WSW von Hausen            |                | 673R004   | Hausen Position                      | Rhön                         | Das Vorkommen befindet sich auf dem Talhang des Eisgrabens hinter einem Haus (Eisgraben-Hütte) und geht talwärts in eine Rutschmasse über. | 6000 60 × 100            | Typ: Blockmeer Art: Basalt                                                    | Hanganriss/Felswand            | wertvoll           | Naturschutzgebiet, Naturdenkmal, Landschaftsschutzgebiet |                                 |
| Muschelkalk-Schichtstufe NW von Ostheim                  |                | 673R005   | Ostheim vor der Rhön Position        | Nördliche Fränkische Platten | Das Naturschutzgebiet Weyershauk liegt auf einer mit ca. 20° nach Osten einfallenden Schichttafel aus Unterem Muschelkalk (Wellenkalk). Der auf die Höhe führende Weg steigt insbesondere in seiner oberen Hälfte (bis zum Gipfelkreuz) mit den an der Geländekante ausstreichenden und z. T. gut aufgeschlossenen Wellenkalkschichten (v. a. mit einer Konglomeratbank) an. | 240000 300 × 800         | Typ: Schichtstufe Art: Kalkstein                                              | Hanganriss/Felswand            | wertvoll           | Naturschutzgebiet, Landschaftsschutzgebiet, FFH-Gebiet   |                                 |
| Erdfall NNW von Großbardorf                              |                | 673R006   | Großbardorf Position                 | Nördliche Fränkische Platten | Das kreisrunde, ca. 10 m tiefe und trichterförmig erweiterte Loch entstand 1989 durch Auslaugungen im Oberen Muschelkalk, ca. 350 m westlich der Untertanningsmühle im Wald. | 4 2 × 2                  | Typ: Erdfall, Karst-Schachthöhle Art: Tonmergelstein, Gips                    | sonstiger Aufschluss           | wertvoll           | kein Schutzgebiet                                        |                                 |
| Teufelsmühle SSE von Holzberg                            | weitere Bilder | 673R007   | Bischofsheim in der Rhön Position    | Rhön                         | Umgeben von Schluchtwald liegt ein sagenumwobener 3 m tiefer Fall. | 60 20 × 3                | Typ: Wasserfall Art: Basalt                                                   | Prallhang/Flussbett/Bachprofil | bedeutend          | Naturdenkmal, Landschaftsschutzgebiet, FFH-Gebiet        |                                 |
| Schwarzes Moor WNW von Hausen                            | weitere Bilder | 673R008   | Hausen Position                      | Rhön                         | Das Schwarze Moor ist eines der größten und besterhaltenen Moore der Rhön. Die Besucher werden auf Holzbohlen durch das Hochmoor geführt. Tafeln verdeutlichen Entstehung und Ökologie des Moores. Ein Aussichtsturm ermöglicht einen Überblick. | 1200000 1500 × 800       | Typ: Hochmoor, Niedermoor Art: Torf, Basalt                                   | kein Aufschluss                | wertvoll           | Naturschutzgebiet, Landschaftsschutzgebiet, FFH-Gebiet   | Bayerns schönste Geotope Nr. 47 |
| Basalt-Blockhalden am Gangolfsberg NW von Oberelsbach    |                | 673R009   | Oberelsbach Position                 | Rhön                         | Die Blockhalde aus jungtertiärem Basalt bedeckt weite Bereiche der Westseite des Gangolfsberges. | 20000 200 × 100          | Typ: Blockmeer Art: Basalt                                                    | Block                          | wertvoll           | Naturschutzgebiet, Landschaftsschutzgebiet, FFH-Gebiet   |                                 |
| Vulkanrest Arnsberg NE von Wildflecken                   |                | 673R010   | Bischofsheim in der Rhön Position    | Rhön                         | Der Gipfelbereich des Arnsberges besteht aus einer morphologisch auffälligen Basaltkuppe, die den umgebenden Unteren Muschelkalk um etwa 50 m überragt. Der zum Gipfel führende Wanderweg zeigt den Unteren Muschelkalk anstehend, während die teilweise bewaldete Kuppe Fundmöglichkeiten für Basalt (teils anstehend, teils als Lesesteine) bietet. | 250000 500 × 500         | Typ: Vulkanschlot, Felskuppe Art: Basalt, Kalkstein                           | Felshang/Felskuppe             | wertvoll           | Landschaftsschutzgebiet                                  |                                 |